# Salame all'aglio di Caderzone
Il Salame all'aglio di Caderzone è un salume italiano, tipico della Val Rendena, in provincia di Trento.

## Storia
Come gli altri salumi di Caderzone, il salame all'aglio affonda le proprie radici nell'emigrazione degli abitanti di Caderzone e Strembo, nei mesi autunnali ed invernali, verso il mantovano. Qui impararono come produrre i salumi, importando le tecniche poi in Val Rendena, ma modificando le ricette, con un ampio utilizzo dell'aglio.
Il salame all'aglio, assieme agli altri salumi di Caderzone (cacciatore nostrano di Caderzone all'aglio, salamella di Caderzone all'aglio e pancetta arrotolata di Caderzone all'aglio) sono sin dal 2000 riconosciuti come prodotti agroalimentari tradizionali italiani.

## Preparazione e ingredienti
Per realizzare il salame all'aglio vengono utilizzati tagli scelti di carne di maiale macinati con una macchina con fori da 8 mm. La carne viene poi aromatizzata con pepe nero, sale, aglio tritato e potassio nitrato. La mescolatura avviene brevemente a macchina, e poi terminata a mano per mantenere la grana della carne tritata.
I salami vengono insaccati in un budello di manzo lungo circa 40 cm, con un diametro di 6-6,5 cm.
I salami vengono poi asciugati per una settimana in locali sotterranei, per poi venire stagionati, sempre in locali sotterranei, a una temperatura di 14 °C e un'umidità dell'80%, per un periodo che varia dai 50 ai 75 giorni.
Il salame all'aglio di Caderzone si distingue dal cacciatore nostrano, perché quest'ultimo è a grana più fine, viene insaccato in porzioni più piccole e contiene una percentuale minore di aglio, e dal salame all'aglio della Val Rendena, che ha una pezzatura simile, perché quest'ultimo ha una grana più fine e prevede un maggior quantitativo di pepe e minore di aglio.